# Matthias Ruef

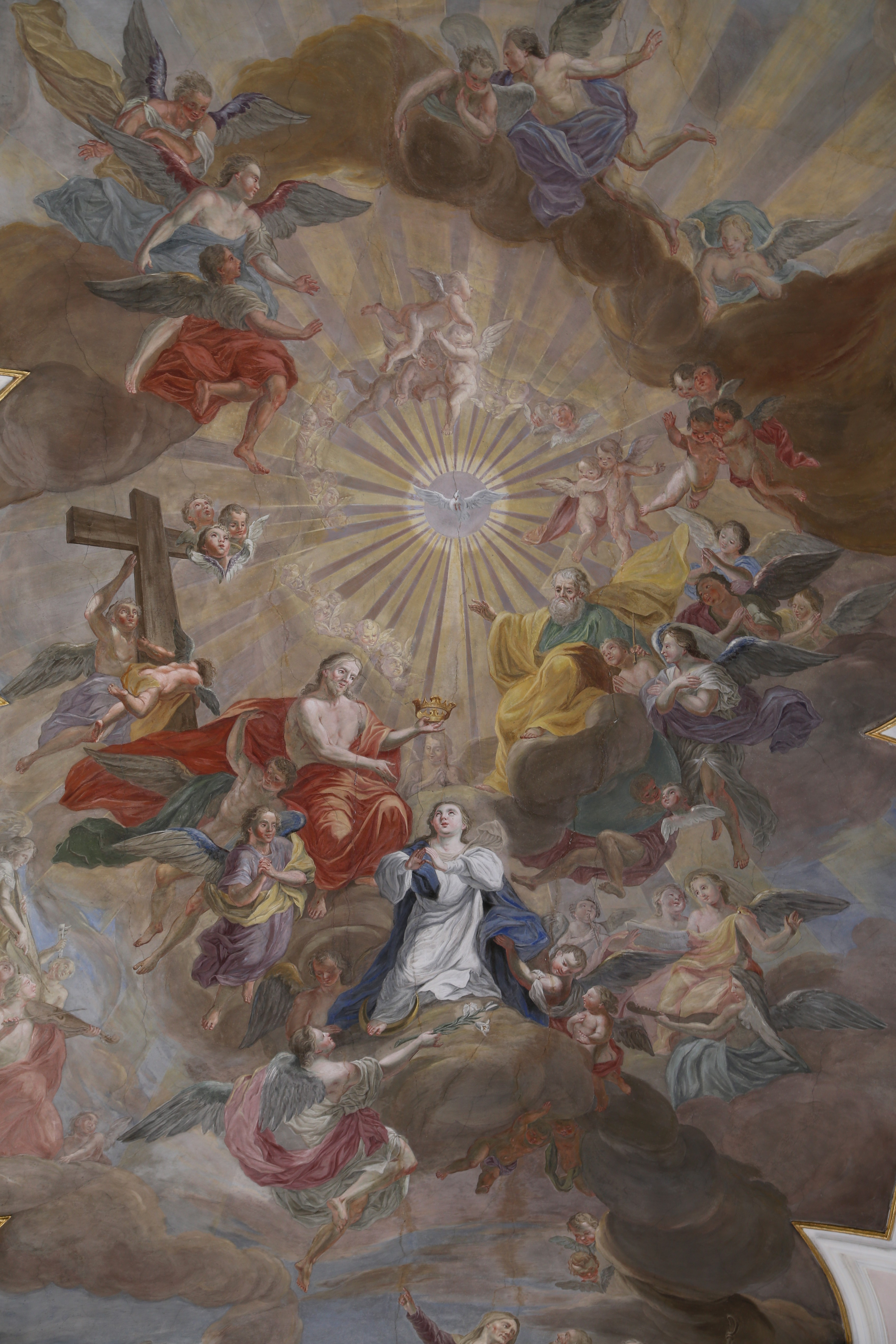
Deckenfresko Mariä Krönung, Pfarrkirche Kirchbichl (1784)

Matthias Ruef (* 1745 in Volders; † 1822) war ein österreichischer Barockmaler.
Er war ein Schüler Martin Knollers und arbeitete als dessen Gehilfe an den Fresken in der Abteikirche Neresheim und der Karlskirche in Volders mit. Selbstständig schuf er 1779 die künstlerisch wie ikonographisch bedeutenden Wand- und Deckenfresken in der Pfarrkirche Wiesing und 1784 die Deckenfresken in der Pfarrkirche Kirchbichl. 